# كابتن كوبا
كابتن كوبا قرصان الصحراء: هو مسلسل أنمي مكون من 26 حلقة عرض بين عامي 2001 و 2002.
أُنتجت شركة بي تراين، المسلسل و تولت اينوكي فيلمز، ترخيصه باللغة الانجليزية. بُث الأنمي على هيئة الإذاعة اليابانية في 13 أغسطس 2001. في عام 2002، أعلنت اينوكي فيلمز على موقعها على الإنترنت أنها حصلت على ترخيص للمسلسل.

## الشخصيات
- كوبا: الشخصية الرئيسية، صبي يبلغ من العمر 11 عامًا.
- يوكي: فتاة تبلغ من العمر 14 عامًا، وهي أخت كوبا.
- سامجيتان: رفيق يوكي.
- بيبمبا: هو رئيس منظمة إجرامية. تسمى بولكوجي.
- درام: الروبوت المساعد لكوبا.
- جيت: الروبوت المساعد ليوكي.